# Storviks landsfiskalsdistrikt
Storviks landsfiskalsdistrikt var 1918–1964 ett landsfiskalsdistrikt i Gävleborgs län, bildat som Ovansjö landsfiskalsdistrikt när Sveriges indelning i landsfiskalsdistrikt trädde i kraft den 1 januari 1918, enligt beslut den 7 september 1917. När Sveriges nya indelning i landsfiskalsdistrikt trädde i kraft den 1 januari 1952 (enligt kungörelsen 1 juni 1951) ändrades distriktets namn till Storviks landsfiskalsdistrikt. Den 1 januari 1965 avskaffades i Sverige samtliga landsfiskaler och landsfiskalsdistrikt, och deras arbetsuppgifter delades upp på de nyskapade indelningarna polisdistrikt, åklagardistrikt och kronofogdedistrikt.
Landsfiskalsdistriktet låg under länsstyrelsen i Gävleborgs län.

## Ingående områden
Distriktet bestod ursprungligen av kommunerna Järbo och Ovansjö. 1 januari 1924 tillkom Storviks köping som utbröts ur Ovansjö kommun. 1 januari 1952 överfördes Järbo kommun till Ockelbo landsfiskalsdistrikt.

### Från 1918
- Järbo landskommun
- Ovansjö landskommun

### Från 1924
- Järbo landskommun
- Ovansjö landskommun
- Storviks köping

### Från 1952
- Ovansjö landskommun
- Storviks köping